# 柳井妃奈実
柳井 妃奈実（やない ひなみ、1998年6月15日 - ）は、日本のプロボクサー。大阪府堺市出身。第5代日本女子バンタム級王者。真正ボクシングジム所属。

## 来歴

### アマチュア時代
8歳で少林寺拳法を始め、中学でボクシングに転向。2年次に全国幼年大会（後の全国UJ大会）で3回RSC勝利。3年次も出場したが、2学年下に当たる後の東京オリンピック金メダリスト入江聖奈にKO負け。
世界ジュニア選手権を制した佐伯霞の影響を受け大阪学芸高校に進学。在学中、全日本女子選手権ジュニア部門のバンタム級で連覇。
近畿大学進学後も1年次より全日本女子選手権シニアのライト級決勝で世界選手権代表歴のある藤野ちなせを破り優勝。
2年次には世界選手権日本代表に選ばれるが、初戦でパナマの選手の前に敗退。全日本女子選手権では連覇。
3年次には2020年東京オリンピックへの関門となる全日本女子選手権に準々決勝から登場するが敗退し、オリンピックへの道は閉ざされた。直後に行われた東京オリンピックテストイベントにも出場するが、釘宮智子に判定負け。

### プロ時代
大学卒業後の2021年、真正ジムに入門。4月24日の世界タイトルマッチにて公開プロテストとして行われ、B級ライセンスを取得。
12月18日、大阪府立体育会館（エディオンアリーナ大阪）第2競技場にて阿比留通子との6回戦でプロデビュー、3-0判定で勝利。
2022年5月28日、初の海外遠征としてタイ・バンコクにてノンベルト・ペットパイラットと対戦し、2回終了TKOで連勝。
2022年9月1日、後楽園ホールでの「Queens Crest2022」にて初のタイトル挑戦として柳井と同じく東京オリンピックを目指していたアマエリートの晝田瑞希との日本女子フライ級王座決定戦を予定していたが、前日計量で超過（1回目52.1kg、再計量でも600g超過の51.4kg）したため、試合は当日計量で契約体重の8％以内にすることを条件に許可されるも、勝利しても王座は獲得できないことになった。試合も0-3の判定でプロ初黒星を喫した。23日、JBCは柳井に対し、8月31日より6か月のライセンス停止処分を科した。
処分明け後の再起戦は2023年3月18日、韓国・釜山にてチェ・ウンアと6回戦を行うが、双方ダウンを喫して1-2判定で敗れ連敗。
2023年9月27日、約1年ぶりとなる国内かつ後楽園ホールでの試合として「VICTRIVA vol.13」にて元同門赤林檎の国内引退により空位となっていた日本女子バンタム級王座決定戦として1位の山下奈々と対戦。2-1判定で1年4か月ぶりとなる勝利を挙げ、プロ初タイトルを獲得。
2024年6月14日、後楽園ホールでの「VICTORIVAvol.14」にて1位の古川のどか相手に初防衛戦を行い、1-0引き分けで初防衛成功。
2024年10月22日付で日本王座返上。

## 人物
- 4姉妹の3番目で、2番目の姉は元モデル[17]。

## 戦績
- アマチュアボクシング：26戦 20勝 7RSC 6敗。
- プロボクシング：6戦 3勝 1KO 2敗 1分

| 戦           | 日付           | 勝敗 | 時間   | 内容    | 対戦相手                     | 国籍 | 備考                         |
| ------------ | -------------- | ---- | ------ | ------- | ---------------------------- | ---- | ---------------------------- |
| 1            | 2021年12月18日 | ☆    | 6R     | 判定3-0 | 阿比留通子（世田谷オークラ） | 日本 | プロデビュー戦               |
| 2            | 2022年5月28日  | ☆    | 2R終了 | TKO     | ノンベルト・ペットパイラット | タイ |                              |
| 3            | 2022年9月1日   | ★    | 6R     | 判定0-3 | 晝田瑞希（三迫）             | 日本 | 日本女子フライ級王座決定戦   |
| 4            | 2023年3月18日  | ★    | 6R     | 判定1-2 | チェ・ウンア                 | 韓国 |                              |
| 5            | 2023年9月27日  | ☆    | 6R     | 判定2-1 | 山下奈々（RE:BOOT）          | 日本 | 日本女子バンタム級王座決定戦 |
| 6            | 2024年6月14日  | △    | 6R     | 判定1-0 | 古川のどか（北島）           | 日本 | 日本王座防衛1→返上           |
| テンプレート |                |      |        |         |                              |      |                              |

## タイトル
アマチュア
- 第14回全日本女子ボクシング選手権大会ジュニア部門バンタム級優勝
- 第15回全日本女子ボクシング選手権大会ジュニア部門バンタム級優勝
- 第16回全日本女子ボクシング選手権大会ライト級優勝
- 第17回全日本女子ボクシング選手権大会ライト級優勝

プロ
- 第5代日本女子バンタム級王座